# Hans Robert Jenny
Hans Robert Jenny (* 25. März 1912 in Zürich; † 7. Mai 1996 in Zollikon) war ein schweizerischer Wirtschaftsjournalist und Immobilienunternehmer.

## Leben
Jenny trat in den 1930er Jahren in die Nationale Front ein. 1938 trat er zur am Vorbild der NSDAP orientierten Splittergruppe Bund treuer Eidgenossen nationalsozialistischer Weltanschauung über, 1940 schloss er sich deren Nachfolgeorganisation Nationale Bewegung der Schweiz (NBS) an. Sein Ökonomiestudium in Zürich und in Berlin schloss er 1940 mit der Promotion zum Dr. oec. publ. ab. Bis zum Ende des Zweiten Weltkriegs war er als freier Journalist und Wirtschaftskommentator für Zeitungen aus dem Einflussbereich des Parteiverlags der NSDAP (Franz-Eher-Verlag) tätig. Nach Kriegsende gründete er ein Steuerberatungs- und Treuhandbüro, das er im Laufe der Jahre zur grossen Verwaltungs- und Immobiliengesellschaft Verit ausbaute. Ab 1954 unternahm Jenny zahlreiche Studienreisen ins südliche Afrika und veröffentlichte seine Reiseeindrücke in mehreren Büchern und zahlreichen Beiträgen. Dabei nahm er positiv zur südafrikanischen Apartheid Stellung. 1968 errichtete er zusammen mit seiner Frau Trudy die Stiftung für Abendländische Besinnung (STAB), heute Stiftung für Abendländische Ethik und Kultur. Zudem war er Mitbegründer des mit ähnlicher Zielsetzung geschaffenen Engadiner Kollegiums.

## Schriften (Auswahl)
- Der schweizerische Kohlenhandel. Kreutler, Zürich 1941 (= Dissertation, Universität Zürich, 1940).
- Balkanreise im Krieg. Aus dem Tagebuch eines Journalisten. Sonderdruck aus: Nationale Hefte. Mai 1942. Selbstverlag, Zürich 1942.
- Der europäische Südosten. Verlag Nationale Hefte, Zürich 1943.
- Schweizer in Europa. In: Junges Europa. 1943, Nr. 6, S. 27–29.
- Israel. Junger Staat auf altem Grund. Mercator, München 1958.
- Südwestafrika. Land zwischen den Extremen. W. Kohlhammer, Stuttgart 1966.
- Südafrika. Land ohne Beispiel. Kümmerly und Frey/BLV, Bern 1976.
- Die Anspruchsgesellschaft im Wohlfahrtsstaat. Der Wandel der Bedürfnisse in der Schweiz 1912–1988. Verit Verwaltungs- und Immobilien-Gesellschaft, Zürich 1989.
- Jahre des Aufbruchs. Begegnungen, Reminiszenzen, Resultate (1945–1960), Zürich 1995, Arborea Verlag, ISBN 3-905094-02-9.

## Archivalien
- Dossier der Bundespolizei über Jenny: Jenny, Hans Robert, 1912. In: Schweizerisches Bundesarchiv. E4320B#1970/25#449* (Info).
- Nachlass Dr. oec. publ. Hans Robert Jenny (1912–1996). In: Archiv für Zeitgeschichte (PDF), z. T. nicht öffentlich zugänglich.
- Ein Teilnachlass von Hans Jenny und seiner Frau Trudy befindet sich in den Basler Afrika Bibliographien.